# Губенко Зиновій Трифонович
Губенко Зиновій Трифонович (19 березня 1899, місто Ладижин, Гайсинський повіт, Подільська губернія — †22 листопада 1921, містечко Базар, Базарська волость, Овруцький повіт, Волинська губернія) — козак 3-го куреня 1-ї бригади 4-ї Київської дивізії Армії УНР, Герой Другого Зимового походу.

## Життєпис
Народився 19 березня 1899 року у місті Ладижин Гайсинського повіту Подільської губернії в українській селянській родині.
Закінчив двокласне народне училище.
Не входив до жодної партії.
В Армії УНР служив з 1920 року.
Служив в інженерному батальйоні 3-ї Залізної дивізії.
Інтернований у табір міста Каліш у Польщі.
Під час Другого Зимового походу — козак 3-го куреня 1-ї бригади 4-ї Київської дивізії.
Потрапив у полон 17 листопада 1921 під селом Малі Миньки.
Розстріляний більшовиками 22 листопада 1921 року у місті Базар.
Реабілітований 27 квітня 1998 року.

## Вшанування пам'яті
- Його ім'я вибите серед інших на Меморіалі Героїв Базару.